# 平西府駅
平西府駅（へいせいふえき）は、中華人民共和国北京市昌平区に位置する北京地下鉄8号線の駅である。

## 歴史
- 2013年12月28日 - 開業。

## 駅構造

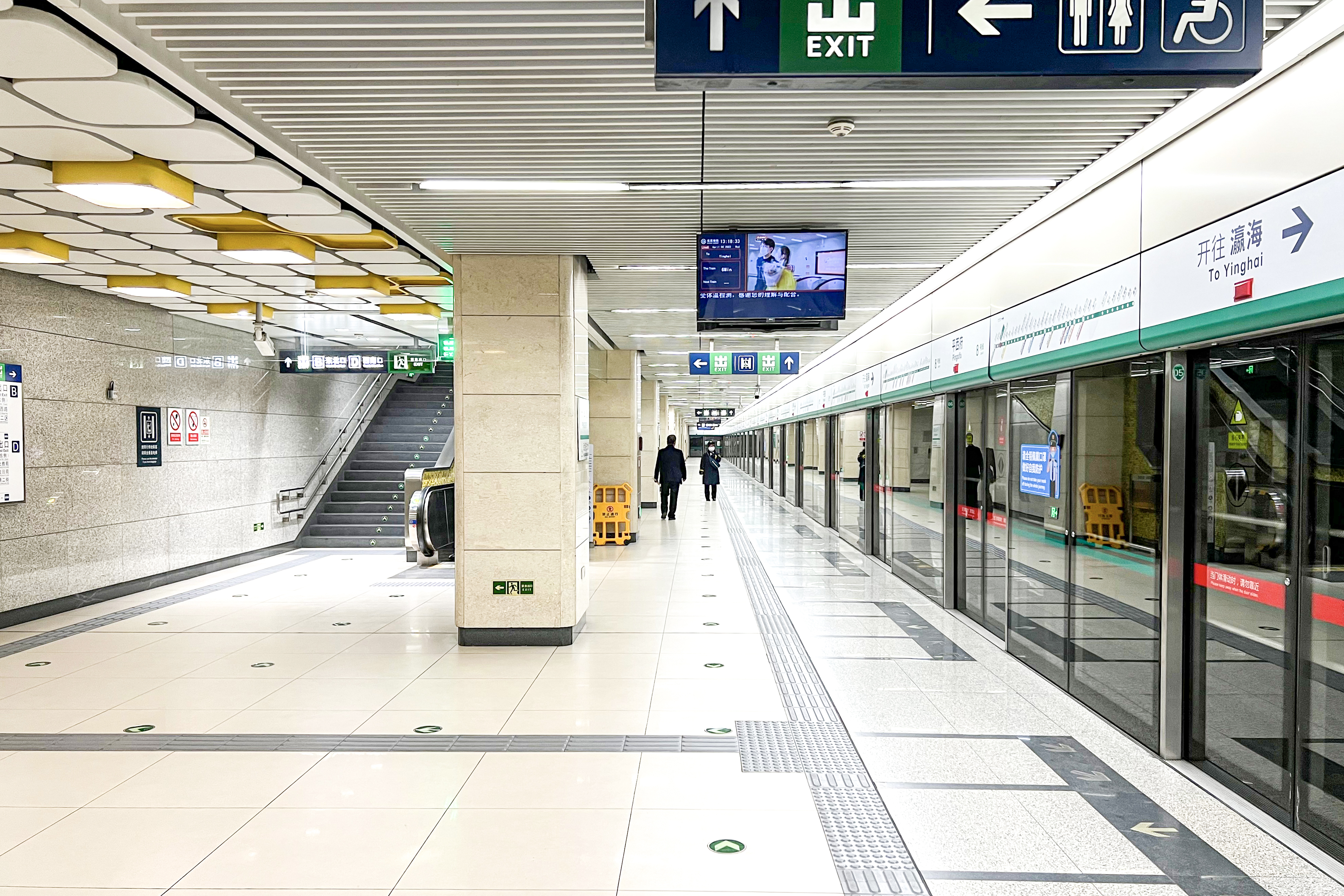
ホーム

対面式ホーム2面2線の地下駅である。

## バス路線

### 地下鉄平西府駅（地铁平西府站）
2025年現在、当駅発着/経由の路線バスは以下のとおりである。
- 460系統（小辛荘村～小辛荘村、時計回り）
- 461系統（小辛荘村～小辛荘村、反時計回り）
- 551系統（霍営バスターミナル～白各荘バスターミナル）
- 560系統（平西王府バスターミナル～地下鉄龍沢駅）
- 専192系統（霍営バスターミナル～龍錦苑バスターミナル）
- 快速直達専線202系統（環保科技園～龍錦苑東五区南門）

## 隣の駅
北京地下鉄
■8号線
育知路駅 - 平西府駅 - 回龍観東大街駅